# 洼兴镇
洼兴镇是中国黑龙江省哈尔滨市巴彦县下辖的一个镇，位于巴彦县东北部。

## 行政区划
桥头溪乡下辖以下地区：
长发村、增收村、兴繁村、双山村、长山村、庆丰村、清瑞村和高丽寨村。